# Списак експедиција на Међународну свемирску станицу
Испод се налази хронолошки списак МСС експедиција, дугорочних боравака посаде на Међународној свемирској станици.

## Претходне експедиције
У табели су наведена имена чланова посада МСС експедиција, датум и летелице којима су лансирани, датум пристајања, дужина боравка на МСС (од 44 до 213 дана), датум одвајања и датум слетања. Унесени су само редовни чланови посаде.
Иза имена члана посаде, у загради, је наведен број који показује који пут он лети у свемир. Скраћенице КОМ и ЛИ означавају чин члана посаде на МСС – командант и летачки инжењер.
Типична дужина боравка на станици је око шест месеци. Три доступна седишта на летелици Сојуз су подељена између Русије и Америке, с тим што НАСА свој део дели са међународним партнерима: 12,8% иде Јапану, 8,3% европској свемирској агенцији и 2,3% канадској свемирској агенцији.

### Експедиције 1 до 6
Експедиција 1 је стигла на МСС 31. октобра 2000. године руском летелицом Сојуз ТМ–31. Сојуз током мисија служи као возило за спашавање у случају нужде. Током каснијих експедиција чланови посаде су се мењали и током мисија спејс-шатла.
| Лого                | Фотографија чланова посаде    | Чланови                                                                  | Чланови                                                                  | Почетак                       | Боравак на МСС Пристајање Одвајање              | Слетање                    |                     |
| Експедиција 1 (МСС) | Експедиција 1 (МСС)           | Експедиција 1 (МСС)                                                      | Експедиција 1 (МСС)                                                      | Експедиција 1 (МСС)           | Експедиција 1 (МСС)                             | Експедиција 1 (МСС)        | Експедиција 1 (МСС) |
| ------------------- | ----------------------------- | ------------------------------------------------------------------------ | ------------------------------------------------------------------------ | ----------------------------- | ----------------------------------------------- | -------------------------- | ------------------- |
|                     | Krikaljow, Shepherd, Gidsenko | Вилијам Шепард (4), КОМ Јуриј Гиџенко (2), ЛИ Сергеј Крикаљов (5), ЛИ    | Вилијам Шепард (4), КОМ Јуриј Гиџенко (2), ЛИ Сергеј Крикаљов (5), ЛИ    | 31. октобар 2000. Сојуз TM-31 | 136,80 дана 2. новембар 2000. 18. март 2001.    | 21. март 2001. СТС-102     |                     |
| Експедиција 2 (МСС) |                               |                                                                          |                                                                          |                               |                                                 |                            |                     |
|                     | Voss, Ussatschow, Helms       | Јуриј Усачов (4), КОМ Сузан Хелмс (5), ЛИ Џејмс Вос (5), ЛИ              | Јуриј Усачов (4), КОМ Сузан Хелмс (5), ЛИ Џејмс Вос (5), ЛИ              | 8. март 2001. СТС-102         | 163,34 дана 10. март 2001. 20. авуст 2001.      | 22. август 2001. СТС-105   |                     |
| Експедиција 3 (МСС) |                               |                                                                          |                                                                          |                               |                                                 |                            |                     |
|                     | Tjurin, Culbertson, Deschurow | Френк Калбертсон (3), КОМ Владимир Дежуров (2), ЛИ Михаил Тјурин (1), ЛИ | Френк Калбертсон (3), КОМ Владимир Дежуров (2), ЛИ Михаил Тјурин (1), ЛИ | 10. август 2001. СТС-105      | 124,95 дана 12. август 2001. 15. децембар 2001. | 17. децембар 2001. СТС-108 |                     |
| Експедиција 4 (МСС) |                               |                                                                          |                                                                          |                               |                                                 |                            |                     |
|                     | Bursch, Onufrijenko, Walz     | Јуриј Онуфријенко (2), КОМ Данијел Бурш (5), ЛИ Карл Волц (4), ЛИ        | Јуриј Онуфријенко (2), КОМ Данијел Бурш (5), ЛИ Карл Волц (4), ЛИ        | 5. децембар 2001. СТС-108     | 189,77 дана 7. децембар 2001. 15. јун 2002.     | 19. јун 2002. СТС-111      |                     |
| Експедиција 5 (МСС) |                               |                                                                          |                                                                          |                               |                                                 |                            |                     |
|                     | Korsun, Whitson, Treschtschow | Валериј Корзун (2), КОМ Сергеј Трешков (1), ЛИ Пеги Витстон (1), ЛИ      | Валериј Корзун (2), КОМ Сергеј Трешков (1), ЛИ Пеги Витстон (1), ЛИ      | 5. јун 2002. СТС-111          | 178,15 дана 7. јун 2002. 2. децембар 2002.      | 7. децембар 2002. СТС-113  |                     |
| Експедиција 6 (МСС) |                               |                                                                          |                                                                          |                               |                                                 |                            |                     |
|                     | Pettit, Bowersox, Budarin     | Кенет Боуерсокс (5), КОМ Николај Бударин (3), ЛИ Доналд Петит (1), ЛИ    | Кенет Боуерсокс (5), КОМ Николај Бударин (3), ЛИ Доналд Петит (1), ЛИ    | 24. новембар 2002. СТС-113    | 159,03 дана 25. новембар 2002. 3. мај 2003.     | 4. мај 2003. Сојуз TMA-1   |                     |

### Експедиције 7 до 12
После несреће у којој је изгубљен спејс-шатл Колумбија, 1. фебруара 2003. године, отказани су сви летови шатла до 2005. године. Због тога је посада станице од експедиције 7 смањена са три на два члана.
| Лого                 | Фотографија чланова посаде | Чланови                                           | Чланови                                           | Почетак                       | Боравак на МСС Пристајање Одвајање            | Слетање                       |                     |
| Експедиција 7 (МСС)  | Експедиција 7 (МСС)        | Експедиција 7 (МСС)                               | Експедиција 7 (МСС)                               | Експедиција 7 (МСС)           | Експедиција 7 (МСС)                           | Експедиција 7 (МСС)           | Експедиција 7 (МСС) |
| -------------------- | -------------------------- | ------------------------------------------------- | ------------------------------------------------- | ----------------------------- | --------------------------------------------- | ----------------------------- | ------------------- |
|                      | Malentschenko, Lu          | Јуриј Маленченко (3), КОМ Едвард Лу (3), ЛИ       | Јуриј Маленченко (3), КОМ Едвард Лу (3), ЛИ       | 26. април 2003. Сојуз TMA-2   | 182,68 дана 28. април 2003. 27. октобар 2003. | 28. октобар 2003. Сојуз TMA-2 |                     |
| Експедиција 8 (МСС)  |                            |                                                   |                                                   |                               |                                               |                               |                     |
|                      | Kaleri, Foale              | Мајкл Фоале (6), КОМ Александар Калери (4), ЛИ    | Мајкл Фоале (6), КОМ Александар Калери (4), ЛИ    | 18. октобар 2003. Сојуз TMA-3 | 192,57 дана 20. октобар 2003. 29. април 2004. | 30. април 2004. СојузTMA-3    |                     |
| Експедиција 9 (МСС)  |                            |                                                   |                                                   |                               |                                               |                               |                     |
|                      | Fincke, Padalka            | Генади Падалка (2), КОМ Мајкл Финк (1), ЛИ        | Генади Падалка (2), КОМ Мајкл Финк (1), ЛИ        | 19. април 2004. Сојуз TMA-4   | 185,67 дана 21. април 2004. 23. октобар 2004. | 24. октобар 2004. Сојуз TMA-4 |                     |
| Експедиција 10 (МСС) |                            |                                                   |                                                   |                               |                                               |                               |                     |
|                      | Chiao, Scharipow           | Лирој Чао (4), КОМ Салижан Шарипов (2), ЛИ        | Лирој Чао (4), КОМ Салижан Шарипов (2), ЛИ        | 14. октобар 2004. Сојуз TMA-5 | 192,65 дана 16. октобар 2004. 24. април 2005. | 24. април 2005. Сојуз TMA-5   |                     |
| Експедиција 11 (МСС) |                            |                                                   |                                                   |                               |                                               |                               |                     |
|                      | Krikaljow, Phillips        | Сергеј Крикаљов (6), КОМ Џон Филипс (2), ЛИ       | Сергеј Крикаљов (6), КОМ Џон Филипс (2), ЛИ       | 15. април 2005. Сојуз TMA-6   | 176,80 дана 17. април 2005. 10. октобар 2005. | 11. октобар 2005. Сојуз TMA-6 |                     |
| Експедиција 12 (МСС) |                            |                                                   |                                                   |                               |                                               |                               |                     |
|                      | McArthur, Tokarew          | Вилијам Макартур (4), КОМ Валериј Токарев (2), ЛИ | Вилијам Макартур (4), КОМ Валериј Токарев (2), ЛИ | 1. октобар 2005. Сојуз TMA-7  | 187,63 дана 3. октобар 2005. 8. април 2006.   | 8. април 2006. Сојуз TMA-7    |                     |

### Експедиције 13 до 19
Шатл Дискавери је полетео 26. јула 2005. г. по први пут од несреће шатла Колумбија. Скоро годину дана након тога, на мисији шатла СТС-121, немачки астронаут Томас Рајтер је остао на свемирској станици као трећи члан посаде чиме је број чланова посаде враћен у нормалу. Он је са собом понео калуп који се ставља у седиште на летелици Сојуз, како би могао да се са друга два астронаута врати на Земљу.
| Лого                            | Фотографија чланова посаде    | Чланови                                                  | Чланови                                       | Почетак                                         | Боравак на МСС Пристајање Одвајање              | Слетање                         |                      |
| Експедиција 13 (МСС)            | Експедиција 13 (МСС)          | Експедиција 13 (МСС)                                     | Експедиција 13 (МСС)                          | Експедиција 13 (МСС)                            | Експедиција 13 (МСС)                            | Експедиција 13 (МСС)            | Експедиција 13 (МСС) |
| ------------------------------- | ----------------------------- | -------------------------------------------------------- | --------------------------------------------- | ----------------------------------------------- | ----------------------------------------------- | ------------------------------- | -------------------- |
|                                 | Winogradow, Williams          | Павел Виноградов (2), КОМ Џефри Вилијамс (2), ЛИ         |                                               | 30. март 2006. Сојуз TMA-8                      | 180,73 дана 1. април 2006. 28. септембар 2006.  | 29. септембар 2006. Сојуз TMA-8 |                      |
|                                 | Reiter, Winogradow, Williams  | Павел Виноградов (2), КОМ Џефри Вилијамс (2), ЛИ         | Томас Рајтер (2), ЛИ                          | 4. јул 2006. СТС-121                            | 166,30 дана 6. јул 2006. 19. децембар 2006.     | 22. децембар 2006. СТС-116      |                      |
| Експедиција 14 (МСС)            |                               |                                                          | Томас Рајтер (2), ЛИ                          |                                                 |                                                 |                                 |                      |
|                                 | Reiter, Lopez-Alegria, Tjurin | Мајкл Лопез–Алегрија (4), КОМ Михаил Тјурин (2), ЛИ      | Томас Рајтер (2), ЛИ                          | 18. септембар 2006. Сојуз TMA-9                 | 213,16 дана 20. септембар 2006. 21. април 2007. | 21. април 2007. Sojus TMA-9     |                      |
| Williams, Lopez-Alegria, Tjurin | Сунита Вилијамс (1), ЛИ       | Мајкл Лопез–Алегрија (4), КОМ Михаил Тјурин (2), ЛИ      | 10. децембар 2006. СТС-116                    | 189,69 дана 11. децембар 2006. 19. јун 2007.    | 22. јун 2007. СТС-117                           |                                 |                      |
| Експедиција 15 (МСС)            | Сунита Вилијамс (1), ЛИ       |                                                          |                                               |                                                 |                                                 |                                 |                      |
|                                 | Сунита Вилијамс (1), ЛИ       | Williams, Jurtschichin, Kotow                            | Фјодор Јурчикин (2), КОМ Олег Котов (1), ЛИ   | 7. април 2007. Сојуз TMA-10                     | 194,50 дана 9. април 2007. 21. октобар 2007.    | 21. октобар 2007. Сојуз TMA-10  |                      |
| Anderson, Jurtschichin, Kotow   | Клејтон Андерсон (1), ЛИ      | 8. јун 2007. СТС-117                                     | Фјодор Јурчикин (2), КОМ Олег Котов (1), ЛИ   | 148,62 дана 10. јун 2007. 5. новембар 2007.     | 7. новембар 2007. СТС-120                       |                                 |                      |
| Експедиција 16 (МСС)            | Клејтон Андерсон (1), ЛИ      |                                                          |                                               |                                                 |                                                 |                                 |                      |
|                                 | Клејтон Андерсон (1), ЛИ      | Anderson, Malentschenko, Tani, Eyharts, Whitson, Reisman | Пеги Витсон (2), КОМ Јуриј Маленченко (4), ЛИ | 10. октобар 2007. Сојуз TMA-11                  | 194,50 дана 12. октобар 2007. 19. април 2008.   | 19. април 2008. Сојуз TMA-11    |                      |
| Данијел Тани (2), ЛИ            | 23. октобар 2007. СТС-120     | Anderson, Malentschenko, Tani, Eyharts, Whitson, Reisman | Пеги Витсон (2), КОМ Јуриј Маленченко (4), ЛИ | 115,87 дана 25. октобар 2007. 18. фебруар 2008. | 20. фебруар 2008. СТС-122                       |                                 |                      |
| Леополд Ејхартс (2), ЛИ         | 7. фебруар 2008. СТС-122      | Anderson, Malentschenko, Tani, Eyharts, Whitson, Reisman | Пеги Витсон (2), КОМ Јуриј Маленченко (4), ЛИ | 44,30 дана 9. фебруар 2008. 25. март 2008.      | 27. март 2008. СТС-123                          |                                 |                      |
| Герет Рејзман (1), ЛИ           | 11. март 2008. СТС-123        | Anderson, Malentschenko, Tani, Eyharts, Whitson, Reisman | Пеги Витсон (2), КОМ Јуриј Маленченко (4), ЛИ | 90,22 дана 13. март 2008. 11. јун 2008.         | 14. јун 2008. СТС-124                           |                                 |                      |
| Герет Рејзман (1), ЛИ           | Експедиција 17 (МСС)          |                                                          |                                               |                                                 |                                                 |                                 |                      |
| Герет Рејзман (1), ЛИ           |                               | Chamitoff, Reisman, Wolkow, Kononenko                    | Сергеј Волков (1), КОМ Олег Кононенко (1), ЛИ | 8. април 2008. Сојуз TMA-12                     | 196,47 дана 10. април 2008. 24. октобар 2008.   | 24. октобар 2008. Сојуз TMA-12  |                      |
| Грегори Чемитоф (1), ЛИ         | 31. мај 2008. СТС-124         | Chamitoff, Reisman, Wolkow, Kononenko                    | Сергеј Волков (1), КОМ Олег Кононенко (1), ЛИ | 178,86 дана 2. јун 2008. 28. новембар 2008.     | 30. новембар 2008. СТС-126                      |                                 |                      |
| Грегори Чемитоф (1), ЛИ         | Експедиција 18 (МСС)          |                                                          |                                               |                                                 |                                                 |                                 |                      |
| Грегори Чемитоф (1), ЛИ         |                               | Wakata, Fincke, Magnus, Lontschakow, Chamitoff           | Мајкл Финк (2), КОМ Juri Lontschakow (3), ЛИ  | 12. октобар 2008. Сојуз TMA-13                  | 175,81 дана 14. октобар 2008. 8. април 2009.    | 8. април 2009. Сојуз TMA-13     |                      |
| Сандра Магнус (2), ЛИ           | 15. новембар 2008. СТС-126    | Wakata, Fincke, Magnus, Lontschakow, Chamitoff           | Мајкл Финк (2), КОМ Juri Lontschakow (3), ЛИ  | 129,91 дана 16. новембар 2008. 26. март 2009.   | 28. март 2009. СТС-119                          |                                 |                      |
| Коичи Ваката (3), ЛИ            | 15. март 2009. СТС-119        | Wakata, Fincke, Magnus, Lontschakow, Chamitoff           | Мајкл Финк (2), КОМ Juri Lontschakow (3), ЛИ  | 132,84 дана 17. март 2009. 28. јул 2009.        | 31. јул 2009. СТС-127                           |                                 |                      |
| Коичи Ваката (3), ЛИ            | Експедиција 19 (МСС)          |                                                          |                                               |                                                 |                                                 |                                 |                      |
| Коичи Ваката (3), ЛИ            |                               | Barratt, Padalka, Wakata                                 | Генадиј Падалка (3), КОМ Мајкл Берет (1), ЛИ  | 26. март 2009. Сојуз TMA-14                     | 196,50 дана 28. март 2009. 11. октобар 2009.    | 11. октобар 2009. Сојуз TMA-14  |                      |

### Експедиције 20 и 21
Од маја 2009. године стална посада МСС се повећала на шест чланова. Сходно томе, две летелице Сојуз су увек спојене са станицом како би посада могла да напусти станицу у случају незгоде. На свака два до четири месеца се мењају по три члана посаде. Команда се преноси на једног од космонаута који остаје на станици и мења се број експедиције, тако да је сваки космонаут члан две експедиције. Транспорт посада до станице се већином врши Сојуз летелицом, али се још увек повремено користи спејс-шатл.
НАСА је 21. новембра 2008. године објавила списак астронаута који ће летети на станицу у наредним експедицијама.
| Лого                 | Фотографија чланова посаде                                                                  | Чланови | Чланови                                               | Чланови                                                                   | Почетак                                        | Боравак на МСС Пристајање Одвајање          | Слетање                        |  |
| -------------------- | ------------------------------------------------------------------------------------------- | --- | ----------------------------------------------------- | ------------------------------------------------------------------------- | ---------------------------------------------- | ------------------------------------------- | ------------------------------ |  |
| Експедиција 20 (МСС) | Експедиција 20 (МСС)                                                                        | Генадиј Падалка (3), КОМ Мајкл Берет (1), ЛИ                                                                        | Коичи Ваката (3), ЛИ                                  |                                                                           |                                                |                                             |                                |  |
|                      | v.l.n.r. vorne: De Winne, Padalka, Romanenko, hinten: Thirsk, Barratt, Stott, Kopra, Wakata | Генадиј Падалка (3), КОМ Мајкл Берет (1), ЛИ                                                                        | Коичи Ваката (3), ЛИ                                  | Франк Де Вин (2), BI, 21 КОМ Роман Романенко (1), ЛИ Роберт Тирск (2), ЛИ | 27. мај 2009. Сојуз TMA-15                     | 185,64 дана 29. мај 2009. 1. децембар 2009. | 1. децембар 2009. Сојуз TMA-15 |  |
| Тимоти Копра (1), ЛИ | v.l.n.r. vorne: De Winne, Padalka, Romanenko, hinten: Thirsk, Barratt, Stott, Kopra, Wakata | Генадиј Падалка (3), КОМ Мајкл Берет (1), ЛИ                                                                        | 15. јул 2009. СТС-127                                 | Франк Де Вин (2), BI, 21 КОМ Роман Романенко (1), ЛИ Роберт Тирск (2), ЛИ | 53,07 дана 17. јул 2009. 8. September 2009.    | 12. септембар 2009. СТС-128                 |                                |  |
| Никол Стот (1), ЛИ   | v.l.n.r. vorne: De Winne, Padalka, Romanenko, hinten: Thirsk, Barratt, Stott, Kopra, Wakata | Генадиј Падалка (3), КОМ Мајкл Берет (1), ЛИ                                                                        | 29. август 2009. СТС-128                              | Франк Де Вин (2), BI, 21 КОМ Роман Романенко (1), ЛИ Роберт Тирск (2), ЛИ | 86,37 дана 31. август 2009. 25. новембар 2009. | 27. новембар 2009. СТС-129                  |                                |  |
| Никол Стот (1), ЛИ   | Експедиција 21 (МСС)                                                                        | |                                                       | Франк Де Вин (2), BI, 21 КОМ Роман Романенко (1), ЛИ Роберт Тирск (2), ЛИ |                                                |                                             |                                |  |
| Никол Стот (1), ЛИ   |                                                                                             | v.l.n.r. Maxim Surajew, Nicole Stott, Jeffrey Williams, Frank De Winne (Kommandant), Robert Thirsk, Roman Romanenko | Џефри Вилијамс (3), ЛИ, 22 КОМ Максим Сурајев (1), ЛИ | Франк Де Вин (2), BI, 21 КОМ Роман Романенко (1), ЛИ Роберт Тирск (2), ЛИ | 30. септембар 2009. Сојуз TMA-16               | 166,98 дана 2. октобар 2009. 18. март 2010. | 18. март 2010. Сојуз TMA-16    |  |

### Од Експедиције 22
Након краја програма спејс-шатл, до даљег ће летелице Сојуз ће бити једино превозно средство за астронауте и космонауте до МСС.
НАСА је 8. јула 2010. и 18. фебруара 2011. године објавила чланове будућих експедиција. ЕСА је 18. новембра 2011. г. објавила чланове за 39. и 40. експедицију.
| Лого                 | Фотографија чланова посаде | Чланови                                                                                      | Чланови                                                                         | Почетак                           | Боравак на МСС Пристајање Одвајање             | Слетање                           |
| -------------------- | --- | -------------------------------------------------------------------------------------------- | ------------------------------------------------------------------------------- | --------------------------------- | ---------------------------------------------- | --------------------------------- |
| Експедиција 22 (МСС) | Експедиција 22 (МСС) | Џефри Вилијамс (3), КОМ Максим Сурајев (1), ЛИ                                               |                                                                                 |                                   |                                                |                                   |
|                      | v.l.n.r. T.J. Creamer, Jeffrey Williams (Kommandant), Maxim Surajew, Oleg Kotow, Sōichi Noguchi                                                         | Џефри Вилијамс (3), КОМ Максим Сурајев (1), ЛИ                                               | Олег Котов (2), ЛИ, 23 КОМ Соичи Ногучи (2), ЛИ Тимоти Крејмер (1), ЛИ          | 20. децембар 2009. Сојуз TMA-17   | 161,05 дана 22. децембар 2009. 2. јун 2010.    | 2. јун 2010. Сојуз TMA-17         |
| Експедиција 23 (МСС) | |                                                                                              | Олег Котов (2), ЛИ, 23 КОМ Соичи Ногучи (2), ЛИ Тимоти Крејмер (1), ЛИ          |                                   |                                                |                                   |
|                      | v.l.n.r. Michail Kornijenko, Tracy Caldwell-Dyson, Alexander Skworzow, Oleg Kotow (Kommandant), T.J. Creamer und Sōichi Noguchi                         | Александар Скворцов (1), ЛИ, 24 КОМ Михаил Корнијенко (1), ЛИ Трејски Колдвел–Дајсон (2), ЛИ | Олег Котов (2), ЛИ, 23 КОМ Соичи Ногучи (2), ЛИ Тимоти Крејмер (1), ЛИ          | 2. април 2010. Сојуз TMA-18       | 173,86 дана 4. април 2010. 25. септембар 2010. | 25. септембар 2010. Сојуз TMA-18  |
| Експедиција 24 (МСС) | | Александар Скворцов (1), ЛИ, 24 КОМ Михаил Корнијенко (1), ЛИ Трејски Колдвел–Дајсон (2), ЛИ |                                                                                 |                                   |                                                |                                   |
|                      | v.l.n.r. vorn: Alexander Skworzow (Kommandant) und Shannon Walker, hinten: Doug Wheelock, Tracy Caldwell-Dyson, Michail Kornijenko, Fjodor Jurtschichin | Александар Скворцов (1), ЛИ, 24 КОМ Михаил Корнијенко (1), ЛИ Трејски Колдвел–Дајсон (2), ЛИ | Даглас Вилок (2), ЛИ, 25 КОМ Фјодор Јурчикин (3), ЛИ Шенон Вокер (1), ЛИ        | 15. јун 2010. Сојуз TMA-19        | 161,12 дана 17. јун 2010. 26. новембар 2010.   | 26. новембар 2010. Сојуз TMA-19   |
| Експедиција 25 (МСС) | |                                                                                              | Даглас Вилок (2), ЛИ, 25 КОМ Фјодор Јурчикин (3), ЛИ Шенон Вокер (1), ЛИ        |                                   |                                                |                                   |
|                      | v.l.n.r. Oleg Skripotschka, Alexander Kaleri, Scott J. Kelly, Douglas Wheelock (Kommandant), Shannon Walker, Fjodor Jurtschichin                        | Скот Кели (3), ЛИ, 26 КОМ Олег Скрипочка (1), ЛИ Александар Калери (5), ЛИ                   | Даглас Вилок (2), ЛИ, 25 КОМ Фјодор Јурчикин (3), ЛИ Шенон Вокер (1), ЛИ        | 7. октобар 2010. Сојуз TMA-01M    | 157,18 дана 10. октобар 2010. 16. март 2011.   | 16. март 2011. Сојуз TMA-01M      |
| Експедиција 26 (МСС) | | Скот Кели (3), ЛИ, 26 КОМ Олег Скрипочка (1), ЛИ Александар Калери (5), ЛИ                   |                                                                                 |                                   |                                                |                                   |
|                      | v.l.n.r.: Oleg Skripotschka, Alexander Kaleri, Dmitri Kondratjew, Paolo Nespoli, Catherine Coleman und Scott Kelly (Kommandant)                         | Скот Кели (3), ЛИ, 26 КОМ Олег Скрипочка (1), ЛИ Александар Калери (5), ЛИ                   | Дмитриј Кондратјев (1), ЛИ, 27 КОМ Кетрин Колман (3), ЛИ Паоло Несполи (2), ЛИ  | 15. децембар 2010. Сојуз TMA-20   | 157,06 дана 17. децембар 2010. 23. мај 2011.   | 24. мај 2011. Сојуз TMA-20        |
| Експедиција 27 (МСС) | |                                                                                              | Дмитриј Кондратјев (1), ЛИ, 27 КОМ Кетрин Колман (3), ЛИ Паоло Несполи (2), ЛИ  |                                   |                                                |                                   |
|                      | v.l.n.r.: Ronald Garan, Paolo Nespoli, Alexander Samokutajew, Catherine Coleman, Andrei Borissenko und Dmitri Kondratjew (Kommandant)                   | Андреј Борисенко (1), ЛИ, 28 КОМ Александар Самокутјев (1), ЛИ Роналд Геран (2), ЛИ          | Дмитриј Кондратјев (1), ЛИ, 27 КОМ Кетрин Колман (3), ЛИ Паоло Несполи (2), ЛИ  | 4. април 2011. Сојуз TMA-21       | 162,06 дана 7. април 2011. 16. септембар 2011. | 16. септембар 2011. Сојуз TMA-21  |
| Експедиција 28 (МСС) | | Андреј Борисенко (1), ЛИ, 28 КОМ Александар Самокутјев (1), ЛИ Роналд Геран (2), ЛИ          |                                                                                 |                                   |                                                |                                   |
|                      | v.l.n.r.: Satoshi Furukawa, Mike Fossum, Ron Garan, Alexander Samokutajew, Sergei Wolkow und Andrei Borissenko (Kommandant)                             | Андреј Борисенко (1), ЛИ, 28 КОМ Александар Самокутјев (1), ЛИ Роналд Геран (2), ЛИ          | Мајкл Фосум (3), ЛИ, 29 КОМ Сергеј Волков (2), ЛИ Сатоши Фурукава (1), ЛИ       | 7. јун 2011. Сојуз TMA-02M        | 165,07 дана 9. јун 2011. 21. новембар 2011.    | 22. новембар 2011. Сојуз TMA-02M  |
| Експедиција 29 (МСС) | |                                                                                              | Мајкл Фосум (3), ЛИ, 29 КОМ Сергеј Волков (2), ЛИ Сатоши Фурукава (1), ЛИ       |                                   |                                                |                                   |
|                      | v.l.n.r.: Satoshi Furukawa, Mike Fossum (Kommandant), Sergei Wolkow, Anatoli Iwanischin, Daniel Burbank und Anton Schkaplerow                           | Данијел Бурбенк (3), ЛИ, 30 КОМ Антон Шкаплеров (1), ЛИ Анатолиј Иванишин (1), ЛИ            | Мајкл Фосум (3), ЛИ, 29 КОМ Сергеј Волков (2), ЛИ Сатоши Фурукава (1), ЛИ       | 14. новебар 2011. Сојуз TMA-22    | 163,12 дана 16. новембар 2011. 27. април 2012. | 27. април 2012. Сојуз TMA-22      |
| Експедиција 30 (МСС) | | Данијел Бурбенк (3), ЛИ, 30 КОМ Антон Шкаплеров (1), ЛИ Анатолиј Иванишин (1), ЛИ            |                                                                                 |                                   |                                                |                                   |
|                      | v.l.n.r.: Anton Schkaplerow, Daniel Burbank, Anatoli Iwanischin, André Kuipers, Oleg Kononenko und Donald Pettit                                        | Данијел Бурбенк (3), ЛИ, 30 КОМ Антон Шкаплеров (1), ЛИ Анатолиј Иванишин (1), ЛИ            | Олег Кононенко (2), ЛИ, 31 КОМ Доналд Петит (3), ЛИ Андре Кајперс (2), ЛИ       | 21. децембар 2011. Сојуз TMA-03M  | 190,56 дана 23. децембар 2011. 1. јул 2012.    | 1. јул 2012. Сојуз TMA-03M        |
| Експедиција 31 (МСС) | |                                                                                              | Олег Кононенко (2), ЛИ, 31 КОМ Доналд Петит (3), ЛИ Андре Кајперс (2), ЛИ       |                                   |                                                |                                   |
|                      | v.l.n.r.: Joseph Acaba, Gennadi Padalka, Sergei Rewin, André Kuipers, Oleg Kononenko und Donald Pettit                                                  | Генадиј Падалка (4), ЛИ, 32 КОМ Сергеј Ревин (1), ЛИ Џозеф Акаба (2), ЛИ                     | Олег Кононенко (2), ЛИ, 31 КОМ Доналд Петит (3), ЛИ Андре Кајперс (2), ЛИ       | 15. мај 2012. Сојуз TMA-04M       | 122,77 дана 17. мај 2012. 16. септембар 2012.  | 17. септемар 2012. Сојуз TMA-04M  |
| Експедиција 32 (МСС) | | Генадиј Падалка (4), ЛИ, 32 КОМ Сергеј Ревин (1), ЛИ Џозеф Акаба (2), ЛИ                     |                                                                                 |                                   |                                                |                                   |
|                      | v.l.n.r.: Akihiko Hoshide, Juri Malentschenko, Sunita Williams, Joseph Acaba, Gennadi Padalka und Sergei Rewin                                          | Генадиј Падалка (4), ЛИ, 32 КОМ Сергеј Ревин (1), ЛИ Џозеф Акаба (2), ЛИ                     | Сунита Вилијамс (2), ЛИ, 33 КОМ Јуриј Маленченко (5), ЛИ Акихико Хошиде (2), ЛИ | 15. јул 2012. Сојуз TMA-05M       | 124,73 дана 17. јул 2012. 18. новембар 2012.   | 19. новембар 2012. Сојуз TMA-05M  |
| Експедиција 33 (МСС) | |                                                                                              | Сунита Вилијамс (2), ЛИ, 33 КОМ Јуриј Маленченко (5), ЛИ Акихико Хошиде (2), ЛИ |                                   |                                                |                                   |
|                      | v.l.n.r.: Sunita Williams, Juri Malentschenko, Akihiko Hoshide, Jewgeni Tarelkin, Oleg Nowizki und Kevin Ford                                           | Кевин Форд (2), ЛИ, 34 КОМ Олег Новицки (1), ЛИ Јевгениј Тарелкин (1), ЛИ                    | Сунита Вилијамс (2), ЛИ, 33 КОМ Јуриј Маленченко (5), ЛИ Акихико Хошиде (2), ЛИ | 23. октобар 2012. Сојуз TMA-06M   | 141,47 дана 25. октобар 2012. 15. март 2013.   | 16. март 2013. Сојуз TMA-06M      |
| Експедиција 34 (МСС) | | Кевин Форд (2), ЛИ, 34 КОМ Олег Новицки (1), ЛИ Јевгениј Тарелкин (1), ЛИ                    |                                                                                 |                                   |                                                |                                   |
|                      | v.l.n.r.: Oleg Nowizki, Kevin Ford, Jewgeni Tarelkin, Roman Romanenko, Chris Hadfield und Thomas Marshburn                                              | Кевин Форд (2), ЛИ, 34 КОМ Олег Новицки (1), ЛИ Јевгениј Тарелкин (1), ЛИ                    | Крис Хадфилд (3), ЛИ, 35 КОМ Роман Романенко (2), ЛИ Томас Маршберн (2), ЛИ     | 19. децембар 2012. Сојуз TMA-07M  | 143,37 дана 21. децембар 2012. 13. мај 2013.   | 14. мај 2013. Сојуз TMA-07M       |
| Експедиција 35 (МСС) | |                                                                                              | Крис Хадфилд (3), ЛИ, 35 КОМ Роман Романенко (2), ЛИ Томас Маршберн (2), ЛИ     |                                   |                                                |                                   |
|                      | v.l.n.r.: Alexander Missurkin, Pawel Winogradow, Christopher Cassidy, Roman Romanenko, Chris Hadfield und Thomas Marshburn                              | Павел Виноградов (3), ЛИ, 36 КОМ Александар Мисуркин (1), ЛИ Кристофер Касиди (2), ЛИ        | Крис Хадфилд (3), ЛИ, 35 КОМ Роман Романенко (2), ЛИ Томас Маршберн (2), ЛИ     | 28. март 2013. Сојуз TMA-08M      | 165,88 дана 29. март 2013. 10. септембар 2013. | 11. септембар 2013. Сојуз TMA-08M |
| Експедиција 36 (МСС) | | Павел Виноградов (3), ЛИ, 36 КОМ Александар Мисуркин (1), ЛИ Кристофер Касиди (2), ЛИ        |                                                                                 |                                   |                                                |                                   |
|                      | v.l.n.r.: Alexander Missurkin, Pawel Winogradow, Christopher Cassidy, Luca Parmitano, Fjodor Jurtschichin und Karen Nyberg                              | Павел Виноградов (3), ЛИ, 36 КОМ Александар Мисуркин (1), ЛИ Кристофер Касиди (2), ЛИ        | Фјодор Јурчихин (4), ЛИ, 37 КОМ Керен Најберг (2), ЛИ Лука Пармитано (1), ЛИ    | 28. мај 2013. Сојуз TMA-09M       | 165,89 дана 29. мај 2013. 10. новембар 2013.   | 11. новембар 2013. Сојуз TMA-09M  |
| Експедиција 37 (МСС) | |                                                                                              | Фјодор Јурчихин (4), ЛИ, 37 КОМ Керен Најберг (2), ЛИ Лука Пармитано (1), ЛИ    |                                   |                                                |                                   |
|                      | (l-r) Nyberg, Yurchikhin, Parmitano, Hopkins, Kotov and Ryazansky                                                                                       | Олег Котов (3), ЛИ, 38 КОМ Сергеј Ризански (1), ЛИ Мајкл Хопкинс (1), ЛИ                     | Фјодор Јурчихин (4), ЛИ, 37 КОМ Керен Најберг (2), ЛИ Лука Пармитано (1), ЛИ    | 25. септембар 2013. Сојуз TMA-10M | 166,27 дана 25. септембар 2013. 11. март 2014. | 11. март 2014. Сојуз TMA-10M      |
| Експедиција 38 (МСС) | | Олег Котов (3), ЛИ, 38 КОМ Сергеј Ризански (1), ЛИ Мајкл Хопкинс (1), ЛИ                     |                                                                                 |                                   |                                                |                                   |
|                      | v.l.n.r.: Michail Tjurin, Kōichi Wakata, Richard Mastracchio, Sergei Rjazanski, Oleg Kotow und Michael Hopkins                                          | Олег Котов (3), ЛИ, 38 КОМ Сергеј Ризански (1), ЛИ Мајкл Хопкинс (1), ЛИ                     | Коичи Ваката (4), ЛИ, 39 КОМ Михаил Тјурин, (3), ЛИ Ричард Мастраћио (4), ЛИ    | 7. новембар 2013. Сојуз TMA-11M   | 187,51 дана 7. новембар 2013. 13. мај 2014.    | 14. мај 2014. Сојуз TMA-11M       |
| Експедиција 39 (МСС) | |                                                                                              | Коичи Ваката (4), ЛИ, 39 КОМ Михаил Тјурин, (3), ЛИ Ричард Мастраћио (4), ЛИ    |                                   |                                                |                                   |
|                      | v.l.n.r. Oleg Artjomjew, Steven Swanson, Alexander Skworzow, Michail Tjurin, Kōichi Wakata und Richard Mastracchio                                      | Стивен Свонсон (3), ЛИ, 40 КОМ Александар Скварцов (2), ЛИ Олег Артемјев (1), ЛИ             | Коичи Ваката (4), ЛИ, 39 КОМ Михаил Тјурин, (3), ЛИ Ричард Мастраћио (4), ЛИ    | 25. март 2014. Сојуз TMA-12M      | 166,96 дана 27. март 2014. 10. септембар 2014. | 11. септембар 2014. Сојуз TMA-12M |
| Експедиција 40 (МСС) | | Стивен Свонсон (3), ЛИ, 40 КОМ Александар Скварцов (2), ЛИ Олег Артемјев (1), ЛИ             |                                                                                 |                                   |                                                |                                   |
|                      | v.l.n.r. Alexander Skworzow, Steven Swanson, Oleg Artemjew, Alexander Gerst, Maxim Surajew und Reid Wiseman                                             | Стивен Свонсон (3), ЛИ, 40 КОМ Александар Скварцов (2), ЛИ Олег Артемјев (1), ЛИ             | Максим Сурајев (2), ЛИ, 41 КОМ Грегори Вајзмен (1), ЛИ Александар Герст (1), ЛИ | 28. мај 2014. Сојуз TMA-13M       | 164,95 дана 29. мај 2014. 10. новембар 2014.   | 10. новембар 2014. Сојуз TMA-13M  |
| Експедиција 41 (МСС) | |                                                                                              | Максим Сурајев (2), ЛИ, 41 КОМ Грегори Вајзмен (1), ЛИ Александар Герст (1), ЛИ |                                   |                                                |                                   |
|                      | v.l.n.r. Reid Wiseman, Alexander Gerst, Maxim Surajew, Barry Wilmore, Alexander Samokutjajew und Jelena Serowa                                          | Бери Вилмор (2), ЛИ, 42 КОМ Александар Самокутјев (2), ЛИ Јелена Серова (1), ЛИ              | Максим Сурајев (2), ЛИ, 41 КОМ Грегори Вајзмен (1), ЛИ Александар Герст (1), ЛИ | 25. септембар 2014. Сојуз TMA-14M | 166,86 дана 26. септембар 2014. 11. март 2015. | 12. март 2015. Сојуз TMA-14M      |
| Експедиција 42 (МСС) | | Бери Вилмор (2), ЛИ, 42 КОМ Александар Самокутјев (2), ЛИ Јелена Серова (1), ЛИ              |                                                                                 |                                   |                                                |                                   |
|                      | v.l.n.r. Jelena Serowa, Barry Wilmore, Alexander Samokutjajew, Anton Schkaplerow, Terry Virts und Samantha Cristoforetti                                | Бери Вилмор (2), ЛИ, 42 КОМ Александар Самокутјев (2), ЛИ Јелена Серова (1), ЛИ              | Антон Шкаплеров (2), ЛИ, 43 КОМ Саманта Кристофорети (1), ЛИ Тери Виртс (2), ЛИ | 23. новембар 2014. Сојуз TMA-15M  | 199,31 дана 24. новембар 2014. 11. мај 2015.   | 11. мај 2015. Сојуз TMA-15M       |

## Садашње и будуће експедиције
| Лого                 | Фотографија чланова посаде                                                                                                 | Чланови | Чланови                                                                         | Почетак                                   | Боравак на МСС Пристајање Одвајање                              | Слетање                                   |
| -------------------- | --- | --- | ------------------------------------------------------------------------------- | ----------------------------------------- | --------------------------------------------------------------- | ----------------------------------------- |
| Експедиција 36 (МСС) | Експедиција 36 (МСС) | Павел Виноградов (3), ЛИ, 36 КОМ Александар Масуркин (1), ЛИ Кристофер Касиди (2), ЛИ                                  |                                                                                 |                                           |                                                                 |                                           |
|                      | v.l.n.r.: Alexander Missurkin, Pawel Winogradow, Christopher Cassidy, Luca Parmitano, Fjodor Jurtschichin und Karen Nyberg | Павел Виноградов (3), ЛИ, 36 КОМ Александар Масуркин (1), ЛИ Кристофер Касиди (2), ЛИ                                  | Фјодор Јурчикин (4), ЛИ, 37 КОМ Карен Најберг (2), ЛИ Лука Пармитано (1), ЛИ    | 28. мај 2013. Сојуз TMA-09M               | у току 29. мај 2013. новембар 2013. (планирано)                 | новембар 2013. (планирано) Сојуз TMA-09M  |
| Експедиција 37 (МСС) | | | Фјодор Јурчикин (4), ЛИ, 37 КОМ Карен Најберг (2), ЛИ Лука Пармитано (1), ЛИ    |                                           |                                                                 |                                           |
|                      | (l-r) Nyberg, Yurchikhin, Parmitano, Hopkins, Kotov and Ryazansky                                                          | Олег Котов (3), ЛИ, 38 КОМ Сергеј Ризански (1), ЛИ Мајкл Хопкинс (1), ЛИ                                               | Фјодор Јурчикин (4), ЛИ, 37 КОМ Карен Најберг (2), ЛИ Лука Пармитано (1), ЛИ    | септембар 2013. (планирано) Сојуз TMA-10M | у будућности септембар 2013. (планирано) март 2014. (планирано) | март 2014. (планирано) Сојуз TMA-10M      |
| Експедиција 38 (МСС) | | Олег Котов (3), ЛИ, 38 КОМ Сергеј Ризански (1), ЛИ Мајкл Хопкинс (1), ЛИ                                               |                                                                                 |                                           |                                                                 |                                           |
|                      | v.l.n.r.: Michail Tjurin, Kōichi Wakata, Richard Mastracchio, Sergei Rjazanski, Oleg Kotow und Michael Hopkins             | Олег Котов (3), ЛИ, 38 КОМ Сергеј Ризански (1), ЛИ Мајкл Хопкинс (1), ЛИ                                               | Коичи Ваката (4), ЛИ, 39 КОМ Михаил Тјурин, (3), ЛИ Ричард Мастраћио (4), ЛИ    | новембар 2013. (планирано) Сојуз TMA-11M  | у будућности новембар 2013. (планирано) мај 2014. (планирано)   | мај 2014. (планирано) Сојуз TMA-11M       |
| Експедиција 39 (МСС) | | | Коичи Ваката (4), ЛИ, 39 КОМ Михаил Тјурин, (3), ЛИ Ричард Мастраћио (4), ЛИ    |                                           |                                                                 |                                           |
|                      | v.l.n.r. Oleg Artjomjew, Steven Swanson, Alexander Skworzow, Michail Tjurin, Kōichi Wakata und Richard Mastracchio         | Стивен Свонсон (3), ЛИ, 40 КОМ Александар Скварцов (2), ЛИ Олег Артемјев (1), ЛИ                                       | Коичи Ваката (4), ЛИ, 39 КОМ Михаил Тјурин, (3), ЛИ Ричард Мастраћио (4), ЛИ    | март 2014. (планирано) Сојуз TMA-12M      | у будућности март 2014. (планирано) септембар 2014. (планирано) | септембар 2014. (планирано) Сојуз TMA-12M |
| Експедиција 40 (МСС) | | Стивен Свонсон (3), ЛИ, 40 КОМ Александар Скварцов (2), ЛИ Олег Артемјев (1), ЛИ                                       |                                                                                 |                                           |                                                                 |                                           |
|                      | | Стивен Свонсон (3), ЛИ, 40 КОМ Александар Скварцов (2), ЛИ Олег Артемјев (1), ЛИ                                       | Максим Сурајев (2), ЛИ, 41 КОМ Грегори Вајзмен (1), ЛИ Александар Герст (1), ЛИ | мај 2014. (планирано) Сојуз TMA-13M       | у будућности мај 2014. (планирано) новембар 2014. (планирано)   | новембар 2014. (планирано) Сојуз TMA-13M  |
| Експедиција 41 (МСС) | | | Максим Сурајев (2), ЛИ, 41 КОМ Грегори Вајзмен (1), ЛИ Александар Герст (1), ЛИ |                                           |                                                                 |                                           |
|                      | | Бери Вилмор (2), ЛИ, 42 КОМ Александар Самокутјев (2), ЛИ Јелена Серова (1), ЛИ                                        | Максим Сурајев (2), ЛИ, 41 КОМ Грегори Вајзмен (1), ЛИ Александар Герст (1), ЛИ | септембар 2014. (планирано) Сојуз TMA-14M | у будућности септембар 2014. (планирано) март 2015. (планирано) | март 2015. (планирано) Сојуз TMA-14M      |
| Експедиција 42 (МСС) | | Бери Вилмор (2), ЛИ, 42 КОМ Александар Самокутјев (2), ЛИ Јелена Серова (1), ЛИ                                        |                                                                                 |                                           |                                                                 |                                           |
|                      | | Бери Вилмор (2), ЛИ, 42 КОМ Александар Самокутјев (2), ЛИ Јелена Серова (1), ЛИ                                        | Антон Шкаплеров (2), ЛИ, 43 КОМ Саманта Кристофорети (1), ЛИ Тери Виртс (2), ЛИ | новембар 2014. (планирано) Сојуз TMA-15M  | у будућности новембар 2014. (планирано) мај 2015. (планирано)   | мај 2015. (планирано) Сојуз TMA-15M       |
| Експедиција 43 (МСС) | | | Антон Шкаплеров (2), ЛИ, 43 КОМ Саманта Кристофорети (1), ЛИ Тери Виртс (2), ЛИ |                                           |                                                                 |                                           |
|                      | | Јуриј Ланчиков (4), ЛИ, 44 КОМ Михаил Корнијенко (2), ЛИ (једногодишња мисија) Скот Кели (4), ЛИ (једногодишња мисија) | Антон Шкаплеров (2), ЛИ, 43 КОМ Саманта Кристофорети (1), ЛИ Тери Виртс (2), ЛИ | март 2015. (планирано) Сојуз TMA-16M      | у будућности март 2015. (планирано) септембар 2015. (планирано) | септембар 2015. (планирано) Сојуз TMA-16M |

И након експедиције 43 наставиће се смене посаде, али свемирске агенције још нису објавиле који ће космонаути у њима учествовати.